# У відтінках сірого
«У відтінках сірого» (ісп. En la gama de los grises) — чилійський фільм 2015 року, перша повнометражна режисерська робота Клаудіо Марконе. Стрічка брала участь у низці міжнародних кінофестивалів, зокрема у конкурсній програмі Сонячний зайчик 45-го Київського міжнародного кінофестивалю «Молодість» (2015).

## Сюжет
Привабливий архітектор Бруно (Франциско Селай) має все: щасливий шлюб, гарного сина та належний за таких обставин спосіб життя. Але після того, як чоловік починає працювати над одним із проектів разом із гомосексуалом Фером (Еміліо Едвардс), підтягнутим та енергійним екстравертом, він розуміє, що закохався. Яскраве зародження їхнього пристрасного роману дає Бруно шанс на нове життя, одночасно ставлячи під загрозу стабільність теперішнього.

## В ролях
| Франциско Селай | ···· | Бруно         |
| Еміліо Едвардс  | ···· | Фер Контрерас |
| Серхіо Ернандез | ···· | Тото          |
| Даніела Рамірез | ···· | Соледад       |
| Марсіаль Таґле  | ···· | Герман Шульц  |

## Визнання
| Нагороди та номінації фільму «У відтінках сірого» | Нагороди та номінації фільму «У відтінках сірого»    | Нагороди та номінації фільму «У відтінках сірого» | Нагороди та номінації фільму «У відтінках сірого» | Нагороди та номінації фільму «У відтінках сірого» | Нагороди та номінації фільму «У відтінках сірого» |
| Рік                                               | Кінофестиваль/кінопремія                             | Категорія/нагорода                                | Номінант                                          | Результат                                         |                                                   |
| ------------------------------------------------- | ---------------------------------------------------- | ------------------------------------------------- | ------------------------------------------------- | ------------------------------------------------- | ------------------------------------------------- |
| 2015                                              | Кінофестиваль у Маямі                                | Ibero-American Opera Prima Award                  | Ibero-American Opera Prima Award                  | Перемога                                          |                                                   |
| 2015                                              | 63-й Міжнародний кінофестиваль у Сан-Себастьяні      | Найкращий латиноамериканський фільм               | У відтінках сірого                                | Номінація                                         |                                                   |
| 2015                                              | Кінофестиваль Фреймлайн                              | Найкращий фільм                                   | У відтінках сірого                                | Перемога                                          |                                                   |
| 2015                                              | 45-й Київський міжнародний кінофестиваль «Молодість» | Сонячний зайчик                                   | У відтінках сірого                                | Номінація                                         |                                                   |